# Amstel Gold Race 2019
La 54.ª edición de la clásica ciclista Amstel Gold Race fue una carrera en los Países Bajos que se celebró el 21 de abril de 2019 sobre un recorrido de 265,7 kilómetros con inicio en la ciudad de  Maastricht y final en la ciudad de Berg en Terblijt.
La carrera, además de ser la primera clásica de las Ardenas, formó parte del UCI WorldTour 2019, siendo la decimoctava competición del calendario de máxima categoría mundial. El vencedor fue el neerlandés Mathieu van der Poel del Corendon-Circus seguido del australiano Simon Clarke del EF Education First y el danés Jakob Fuglsang del Astana.

## Recorrido
El recorrido de este año es similar al de la edición anterior, con 35 cotas y como principal novedad de que la última cota no fue la tradicional cota del Cauberg si no en la cota de Bemelerberg a 7,3 kilómetros de meta, y finalizando en la villa de Berg en Terblijt. Eso significa que también se pasa cuatro veces por la línea de meta, con el primer paso por el Cauberg en el kilómetro 52,5 y se regresará a unos 85 kilómetros del final para iniciar las cotas más duras, como el Loorberg, Eyserbosweg y, sobre todo, el Keutenberg con sus rampas cercanas al 20%. Y tras todos esos pasos se buscan diferentes bucles en los que se pasan por las tradicionales carreteras estrechas, que sin embargo es difícil que sean determinantes antes de la última de estas vueltas, de solamente 18 kilómetros y cuatro cotas que decidirán la carrera.
| Cotas de la carrera |                |              |                 |           |
| Número              | Nombre         | Longitud (m) | Pendiente media | Km a meta |
| ------------------- | -------------- | ------------ | --------------- | --------- |
| 1                   | Slingerberg    | 1200         | 5,4 %           | 255,7     |
| 2                   | Adsteeg        | 620          | 4,7 %           | 250,9     |
| 3                   | Lange Raarberg | 1000         | 4,3 %           | 242,7     |
| 4                   | Bergseweg      | 2200         | 3,4 %           | 226,8     |
| 5                   | Sibbergrubbe   | 2000         | 4,1 %           | 215,3     |
| 6                   | Cauberg        | 1500         | 7 %             | 210,7     |
| 7                   | Geulhemmerberg | 1000         | 5,8 %           | 206,3     |
| 8                   | Heiweg         | 1300         | 7 %             | 186,8     |
| 9                   | Kalleberg      | 1500         | 5,1 %           | 182,8     |
| 10                  | Wolfsberg      | 500          | 5,8 %           | 175,4     |
| 11                  | Loorberg       | 1600         | 5,1 %           | 172,4     |
| 12                  | Schweiberg     | 3000         | 3,7 %           | 160,3     |
| 13                  | Camerig        | 3600         | 7 %             | 154,6     |
| 14                  | Vaalserberg    | 2600         | 4,2 %           | 141,7     |
| 15                  | Gemmenicherweg | 2000         | 5,4 %           | 137       |
| 16                  | Vijlenerbos    | 1800         | 5,1 %           | 132,8     |
| 17                  | Eperheide      | 2300         | 4,5 %           | 124,7     |
| 18                  | Gulperberg     | 1100         | 5,2 %           | 115,9     |
| 19                  | Plettenberg    | 1200         | 3,7 %           | 111,9     |
| 20                  | Eyserweg       | 2100         | 4,4 %           | 109,7     |
| 21                  | Huls           | 900          | 8,3 %           | 105,4     |
| 22                  | Vrakelberg     | 600          | 7,7 %           | 101,8     |
| 23                  | Sibbergrubbe   | 2000         | 4,1 %           | 93        |
| 24                  | Cauberg        | 1500         | 7 %             | 87,7      |
| 25                  | Geulhemmerberg | 1000         | 5,8 %           | 83,2      |
| 26                  | Bemelerberg    | 1200         | 4 %             | 70,1      |
| 27                  | Loorberg       | 1600         | 5,1 %           | 54,8      |
| 28                  | Gulperberg     | 600          | 9,8 %           | 44,9      |
| 29                  | Kruisberg      | 800          | 8,4 %           | 39,5      |
| 30                  | Eyserbosweg    | 1100         | 7,9 %           | 37,5      |
| 31                  | Fromberg       | 1200         | 4,8 %           | 33,7      |
| 32                  | Keutenberg     | 1700         | 6,1 %           | 29,1      |
| 33                  | Cauberg        | 1500         | 7 %             | 18,7      |
| 34                  | Geulhemmerberg | 1000         | 5,8 %           | 14,3      |
| 35                  | Bemelerberg    | 1200         | 4 %             | 7,3       |

## Equipos participantes
Tomaron parte en la carrera 25 equipos: 18 de categoría UCI WorldTour 2019 invitados por la organización; y 7 de categoría Profesional Continental. Formando así un pelotón de 175 ciclistas de los que acabaron 109. Los equipos participantes fueron:
| WorldTeams (18)- Dimension Data - Mitchelton-Scott - Bahrain-Merida - AG2R La Mondiale - Astana - Bora-hansgrohe - CCC Team - Deceuninck-Quick Step - EF Education First - Groupama-FDJ - Lotto Soudal - Movistar Team - Team Jumbo-Visma - Katusha-Alpecin - Sky - Team Sunweb - Trek-Segafredo - UAE Team Emirates Equipos continentales profesionales (7)- Corendon-Circus - Roompot-Charles - Bardiani CSF - Israel Cycling Academy - Sport Vlaanderen-Baloise - Vital Concept-B&B Hotels - Wanty-Groupe Gobert |
| |

## Clasificaciones finales
- Las clasificaciones finalizaron de la siguiente forma:[4]

### Clasificación general
| \| Clasificación general \| Clasificación general \| Clasificación general \| Clasificación general \| Clasificación general \| \| Ciclista \| Ciclista \| Equipo \| Tiempo \| \| \| --------------------- \| --------------------- \| --------------------- \| --------------------- \| --------------------- \| \| 1.º \| Mathieu van der Poel \| Corendon-Circus \| 6 h 28 min 18 s \| \| \| 2.º \| Simon Clarke \| EF Education First \| + 0 s \| \| \| 3.º \| Jakob Fuglsang \| Astana \| + 0 s \| \| \| 4.º \| Julian Alaphilippe \| Deceuninck-Quick Step \| + 0 s \| \| \| 5.º \| Maximilian Schachmann \| Bora-Hansgrohe \| + 0 s \| \| \| 6.º \| Bjorg Lambrecht \| Lotto-Soudal \| + 0 s \| \| \| 7.º \| Alessandro De Marchi \| CCC Team \| + 0 s \| \| \| 8.º \| Valentin Madouas \| Groupama-FDJ \| + 0 s \| \| \| 9.º \| Romain Bardet \| AG2R La Mondiale \| + 0 s \| \| \| 10.º \| Matteo Trentin \| Mitchelton-Scott \| + 0 s \| \| |                       |                       |                 |
| |                       |                       |                 |
| Fuente: ProCyclingStats |                       |                       |                 |
| Clasificación general |                       |                       |                 |
| Ciclista | Ciclista              | Equipo                | Tiempo          |
| 1.º | Mathieu van der Poel  | Corendon-Circus       | 6 h 28 min 18 s |
| 2.º | Simon Clarke          | EF Education First    | + 0 s           |
| 3.º | Jakob Fuglsang        | Astana                | + 0 s           |
| 4.º | Julian Alaphilippe    | Deceuninck-Quick Step | + 0 s           |
| 5.º | Maximilian Schachmann | Bora-Hansgrohe        | + 0 s           |
| 6.º | Bjorg Lambrecht       | Lotto-Soudal          | + 0 s           |
| 7.º | Alessandro De Marchi  | CCC Team              | + 0 s           |
| 8.º | Valentin Madouas      | Groupama-FDJ          | + 0 s           |
| 9.º | Romain Bardet         | AG2R La Mondiale      | + 0 s           |
| 10.º | Matteo Trentin        | Mitchelton-Scott      | + 0 s           |

## UCI World Ranking
La Amstel Gold Race otorgó puntos para el UCI World Ranking para corredores de los equipos en las categorías UCI WorldTeam, Profesional Continental y Equipos Continentales. Las siguientes tablas son el baremo de puntuación y los corredores que obtuvieron puntos:
| Posición   | 1.º | 2.º | 3.º | 4.º | 5.º | 6.º | 7.º | 8.º | 9.º | 10.º | 11.º | 12.º | 13.º | 14.º | 15.º | 16.º-20.º | 21.º-30.º | 31.º-50.º | 51.º-55.º | 56.º-60.º |
| Puntuación | 500 | 400 | 325 | 275 | 225 | 175 | 150 | 125 | 100 | 85   | 70   | 60   | 50   | 40   | 35   | 30        | 20        | 10        | 5         | 3         |

| Clasificación |                       |                       |        |
| Ciclista      | Ciclista              | Equipo                | Puntos |
| ------------- | --------------------- | --------------------- | ------ |
| 1.º           | Mathieu van der Poel  | Corendon-Circus       | 500    |
| 2.º           | Simon Clarke          | EF Education First    | 400    |
| 3.º           | Jakob Fuglsang        | Astana                | 325    |
| 4.º           | Julian Alaphilippe    | Deceuninck-Quick Step | 275    |
| 5.º           | Maximilian Schachmann | Bora-Hansgrohe        | 225    |
| 6.º           | Bjorg Lambrecht       | Lotto Soudal          | 175    |
| 7.º           | Alessandro De Marchi  | CCC                   | 150    |
| 8.º           | Valentin Madouas      | Groupama-FDJ          | 125    |
| 9.º           | Romain Bardet         | AG2R La Mondiale      | 100    |
| 10.º          | Matteo Trentin        | Mitchelton-Scott      | 85     |